# ВКФ Dr.I
Винер каросери унд флугцојгфабрик Dr.I или ВКФ Dr.I је аустроугарски ловачки авион. Први лет авиона је извршен 1917. године. 

Због лоше видљивости из кабине није уведен у оперативну употребу Ратно ваздухопловство.
Највећа брзина у хоризонталном лету је износила 200 km/h. Размах крила је био 8,00 метара, а дужина 6,02 метара. Маса празног авиона је износила 670 килограма, а нормална полетна маса 935 килограма.

## Наоружање
| Наоружање авиона: Винер каросери унд флугцојгфабрик |             |
| Ватрено (стрељачко) наоружање                       |             |
| Топ                                                 |             |
| Митраљез                                            |             |
| Број и ознака митраљеза                             | 2 Шварцлозе |
| Калибар                                             | 8           |
| Бомбардерско наоружање (бомбе)                      |             |
| Ракетно наоружање (ракете)                          |             |